# 14. ročník udílení Nickelodeon Kids' Choice Awards
14. ročník Nickelodeon Kids' Choice Awards se konal 21. dubna 2001 v Barker Hanger v Santa Monice v Kalifornii. Moderátování se ujala Rosie O'Donnell. V průběhu večera vystoupili Backstreet Boys, Destiny's Child, Aaron Carter a Lil' Bow Wow.

## Vítězové a nominovaní

### Film

#### Nejoblíbenější film
- Agent v sukni
- Zamilovaný profesor 2
- Grinch
- Charlieho andílci

#### Nejoblíbenější filmový herec
- Jim Carrey (Grinch)
- Eddie Murphy (Zamilovaný profesor 2)
- Martin Lawrence (Agent v sukni)
- Tom Cruise – Mission: Impossible II

#### Nejoblíbenější filmová herečka
- Drew Barrymoreová (Charlieho andílci)
- Halle Berryová (X-Men)
- Janet Jacksonová (Zamilovaný profesor 2)
- Cameron Diaz (Charlieho andílci)

#### Nejoblíbenější hlas z animovaného filmu
- Mel Gibson (Slepičí úlet)
- David Spade (Není král jako král)
- Kevin Kline (Eldorádo)
- Susan Sarandon (Lumpíci v Paříži)

### Televize

#### Nejoblíbenější televizní seriál
- Sedmé nebe
- Přátelé
- Malcolm v nesnázích
- Sabrina - mladá čarodějnice

#### Nejoblíbenější animovaný seriál
- Arnoldovy patálie
- Powerpuff Girls
- Lumpíci
- Simpsonovi

#### Nejoblíbenější televizní herec
- Nick Cannon (All That)
- Drew Carey (Kancelářská krysa)
- Jamie Foxx (Show Jamieho Foxxe)
- Carson Daly  (Total Request Live)

#### Nejoblíbenější televizní herečka
- Amanda Bynes (The Amanda Show)
- Brandy (Moesha)
- Sarah Michelle Gellar (Buffy, přemožitelka upírů)
- Melissa Joan Hart (Sabrina - mladá čarodějnice)

### Hudba

#### Nejoblíbenější písnička
- Lil' Bow Wow — "Bounce with Me"
- *NSYNC — "Bye Bye Bye"
- Baha Men — "Who Let the Dogs Out?"

#### Nejoblíbenější zpěvačka
- Jennifer Lopez
- Christina Aguilera
- Pink
- Britney Spears

#### Nejoblíbenější zpěvák
- Lil' Bow Wow
- Sisqo
- Will Smith
- Ricky Martin

#### Nejoblíbenější kapela
- Blink-182
- Creed
- Dixie Chicks
- Red Hot Chili Peppers

#### Nejoblíbenější skupina
- Backstreet Boys
- Destiny's Child
- *NSYNC
- Baha Men

### Další

#### Nejoblíbenější videohra
- Crash Bash
- Frogger 2: Swampy's Revenge
- Pokémon
- Tony Hawk's Pro Skater 2

#### Nejoblíbenější stoupající hvězda
- Marion Jones (Letní olympijské hry 2000)
- Lucy Liu (Charlieho andílci)
- Jessica Alba (Dark Angel)
- Aaron Carter''' (Aaron's Party (Come Get It))

#### Nejlepší krk
- Cameron Diaz

#### Wannabe Award
- Tom Cruise